# Placodonter
Placodonter (Placodontia) var en grupp av marina reptiler som levde under triasperioden, men utrotades i slutet av perioden. Man tror att de var en del av Sauropterygia, den grupp som inkluderar plesiosaurer. Placodonter hade i allmänhet en längd mellan 1 och 2 meter, med några av de största var upp till 3 meter långa.
Det första exemplaret upptäcktes 1830. Placodonterna har funnits i områden motsvarande hela Centraleuropa, Nordafrika, Mellanöstern och Kina. På grund av deras täta ben och tunga hornplåt, skulle dessa varelser har varit alltför tunga för att flyta i havet och skulle ha tvingats använda mycket energi för att nå vattenytan. Av denna anledning, och på grund av den typ av sediment som hittats på fossil, föreslås det att de levde i grunda vatten och inte i djupa hav.
Placodonterna hade kraftig sköldpaddsliknande kropp med paddelformade extremiteter. Deras tänder var anpassade till att krossa skal av musslor och andra djur som var deras huvudsakliga föda.